# Sine Cerere et Baccho friget Venus

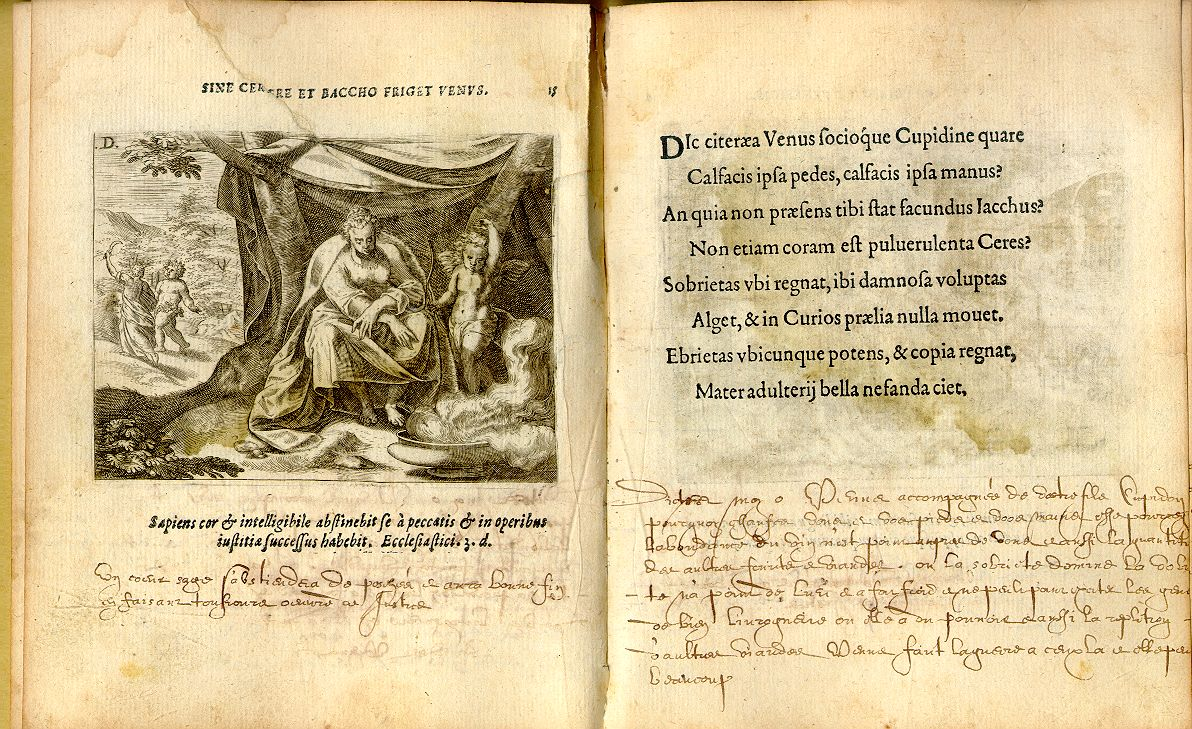
Sine Cerere et Baccho friget Venus als Emblem im Mikrokosmos 1579

„Sine Cerere et Baccho friget Venus“ (Lat.: „Ohne Ceres und Bacchus stockt Venus“) ist ein Terenz-Zitat aus dessen Werk Eunuchus, das in der frühen Neuzeit als Sprichwort und Bildmotiv weit verbreitet war. Sowohl in seiner Form als Sprichwort wie auch als Bildmotiv wird es mit der Aussage verknüpft, nach der der maßlose Genuss von Speisen und Wein zur sündigen Wollust führt.

## Sprichwort
Der Satz geht zurück auf die Liebeskomödie Eunuchus des Terenz, wo Chremes in der fünften Szene des vierten Akts (732) zu Pythias sagt: verbum hercle hoc verum erit ‚sine Cerere et Libero friget Venus‘ (das Wort ist tatsächlich [wörtl.: beim Hercules] wahr: Ohne Ceres und Liber leidet Venus an Kältestarre). Es war also offenbar schon als Sprichwort bekannt. Chremes benutzt es, um zu erklären, warum ihm im erheiterten Zustande, nach einem ausgiebigen Mahl, Pythias mit einmal viel schöner erscheint als sonst. Liber, der Sohn  der Ceres und Gott der männlichen Befruchtung (und sekundär des Weins), ist später durch Bacchus ersetzt worden. In ähnlicher Form findet sich das Sprichwort auch bei Cicero, der es zudem als Muster für das Stilmittel der Metonymie zitiert. Es ist später durchgängig Terenz zugeschrieben worden.
Die früheste deutsche Fassung des Zitats ist in einer Klagenfurter Sammlung von 1468  überliefert: An (=ohne) wein und brot Leidet Venus not. Weitere deutsche Varianten lauten:
- Ohne Wein und Brot ist Venus tot.
- Ohn Speis und Trank ist Venus krank.
- Ohne Kost und ohne Wein kann die Liebe nicht gedeihn.[4]

Im Mittelalter verwendet es zudem Caesarius von Heisterbach in seinem Werk Dialogus miraculorum als Warnung vor Luxus und Völlerei und als Aufruf zu einem asketischen Lebensstil. Auch Martin Luther zitierte es 1518 in diesem Sinn in einer Predigt über die sieben Todsünden. Mit dem Renaissance-Humanismus fand das Sprichwort auf breiter Basis Eingang in entsprechende Sammlungen, wie zum Beispiel die Adagia des Erasmus von Rotterdam. Er interpretierte den Satz dahin, „das Speise und Wein Reizmittel für die Begierde seien“ und berief sich auf antike Autoren, die den Wein als „Saft der Venus“ bezeichneten. Demnach „nähre“ der Wein „die Erregbarkeit der Liebe und erleichtere so der Liebesgöttin ihre Taten“.

## Bildmotiv

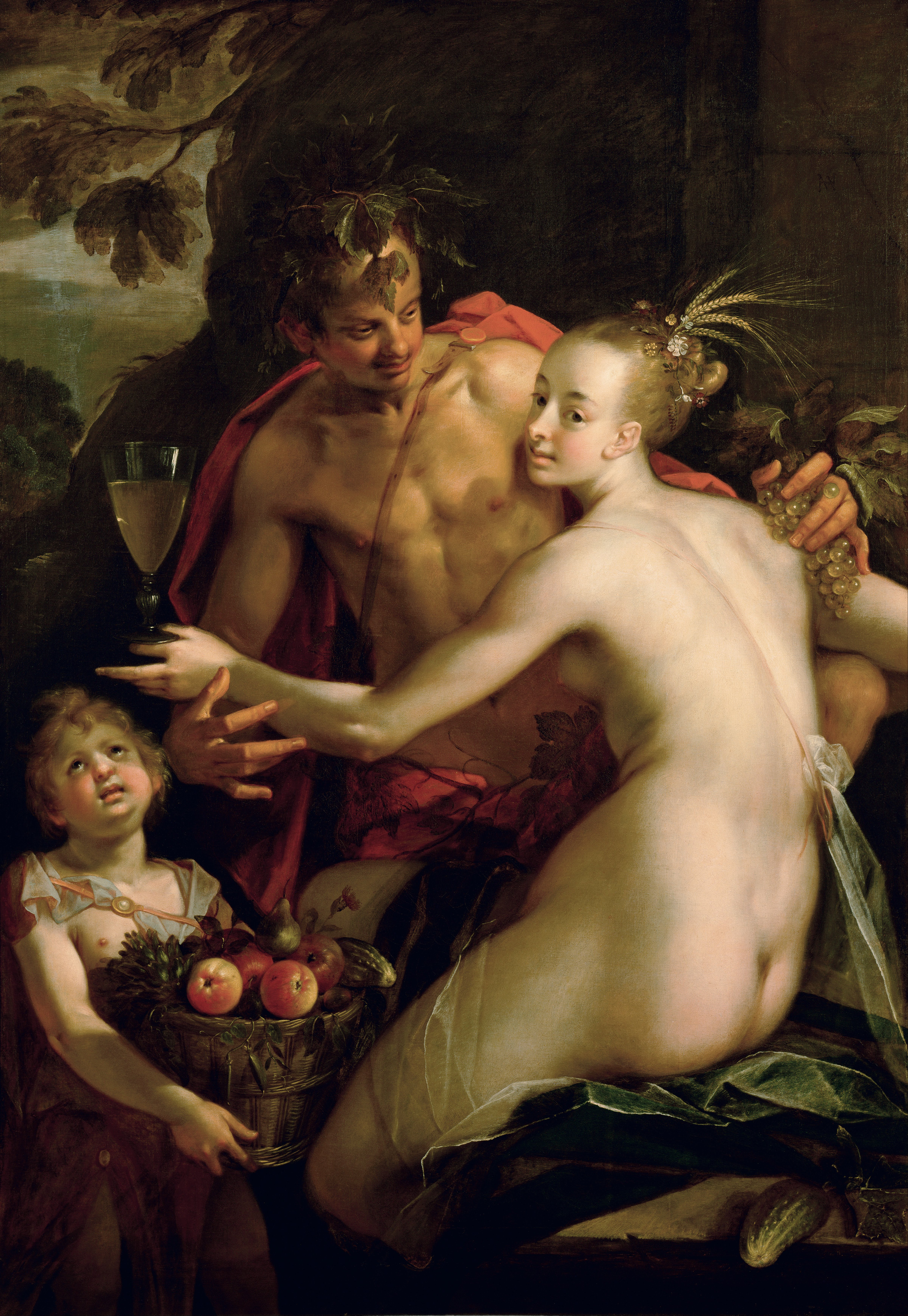
Hans von Aachen: Bacchus, Ceres und Amor, 1598

Durch das Zitat wurden der Liebesgöttin Venus mit Ceres und Bacchus zwei weitere olympische Götter zur Seite gestellt, durch die das Venusmotiv erweitert wurde. Zunächst ist das Bildmotiv eng mit dem Text verbunden und findet sich vor allem als Illustration in Handschriften und in Emblembüchern wie dem Mikrokosmos von Laurentius von Godsenhoven von 1579 als früheste bekannte Darstellung des Motivs. Abgebildet ist die Venus hier nur in Gesellschaft des Amor an einem wärmenden Feuer, wobei Ceres und Bacchus im Hintergrund bleiben. Der Text hier macht dabei klar, dass das ganze als eine Warnung vor den Gefahren übermäßigen Schlemmens und Weingenusses als Stimulanzien sexueller Begierde zu lesen ist:
Sag, kythereische Venus mitsamt Cupido: Warum

wärmst du dir selbst die Füße, wärmst dir die Hände?

Etwa, weil dir der wortgewandte Iakchos nicht beisteht?

Die staubige Ceres ist auch nicht da?

Wo Nüchternheit herrscht, da friert die schädliche Lust

und fängt keine Kriege gegen die Curier an.

Wo immer die mächtige Trunkenheit und Überfluss herrscht,

da beginnt die Mutter des Ehebruchs ruchlose Kriege.
Ab dem späten 16. und frühen 17. Jahrhundert wurde das Motiv vor allem in Holland und Flandern sowie im Kreis der dem Manierismus zugewandten Künstler der späten Renaissance am Hofe Rudolfs II. in Prag sehr beliebt in der Malerei und für den Kupferstich. Rosso Fiorentino etwa griff das Motiv um 1530 für eine Darstellung des Bacchus, der Venus und Amor auf, das bereits bei Giorgio Vasari erwähnt wurde. Eine weitere frühe Fassung als eigenständiges Gemälde ist Hans von Aachens Bacchus, Ceres und Armor, das er 1598 für Rudolf II. malte. Ebenfalls in Kaiser Rudolfs Sammlung befand sich früher ein monumentales Penwercken (Federwerk) von Hendrick Goltzius von Sine Cerere et Libero friget Venus (auch Venus und Amor mit zwei Satyrn), das heute im Philadelphia Museum of Art gezeigt wird. Eine Variante dieses Bildes ist in der Eremitage zu sehen. Sind vor allem bei Goltzius noch die gefährlichen Untertöne und der moralische Zweck der Allegorie zu spüren, so wird das Thema später weitaus weniger moralisch und eher unterhaltend umgesetzt.
Ab dem Ende des 16. Jahrhunderts kam eine weitere Motivabwandlung hinzu, bei der der Bacchus durch einen Satyrn aus dem Gefolges des Weingottes ersetzt wird, zudem kommen an ihrer zeitgenössischen Kleidung erkennbare nicht-mythologische Personen hinzu. In einem Kupferstich von Crispijn de Passe wird entsprechend ein Mann in zeitgenössischer Kleidung gezeigt, „der den Versuchungen der Liebesgöttin erlegen ist.“ In dieser Darstellung füllt Bacchus den Kelch der Venus mit Wein, während Ceres eine Schale mit Früchten reicht, während Amor seinen Liebespfeil auf den Mann abschießt.
Peter Paul Rubens variierte das Thema mehrfach: So gibt es die Fassung der sichtlich frierenden Venus frigida, eine mit Amor, der verzweifelt versucht, ein wärmendes Feuer zu machen, und eine mit Venus im Moment maßvollen Erwärmens und ruhigen Erwachens, in dem sie die Weinschale aus der Hand des kultivierten Gottes nur zögernd entgegennimmt.

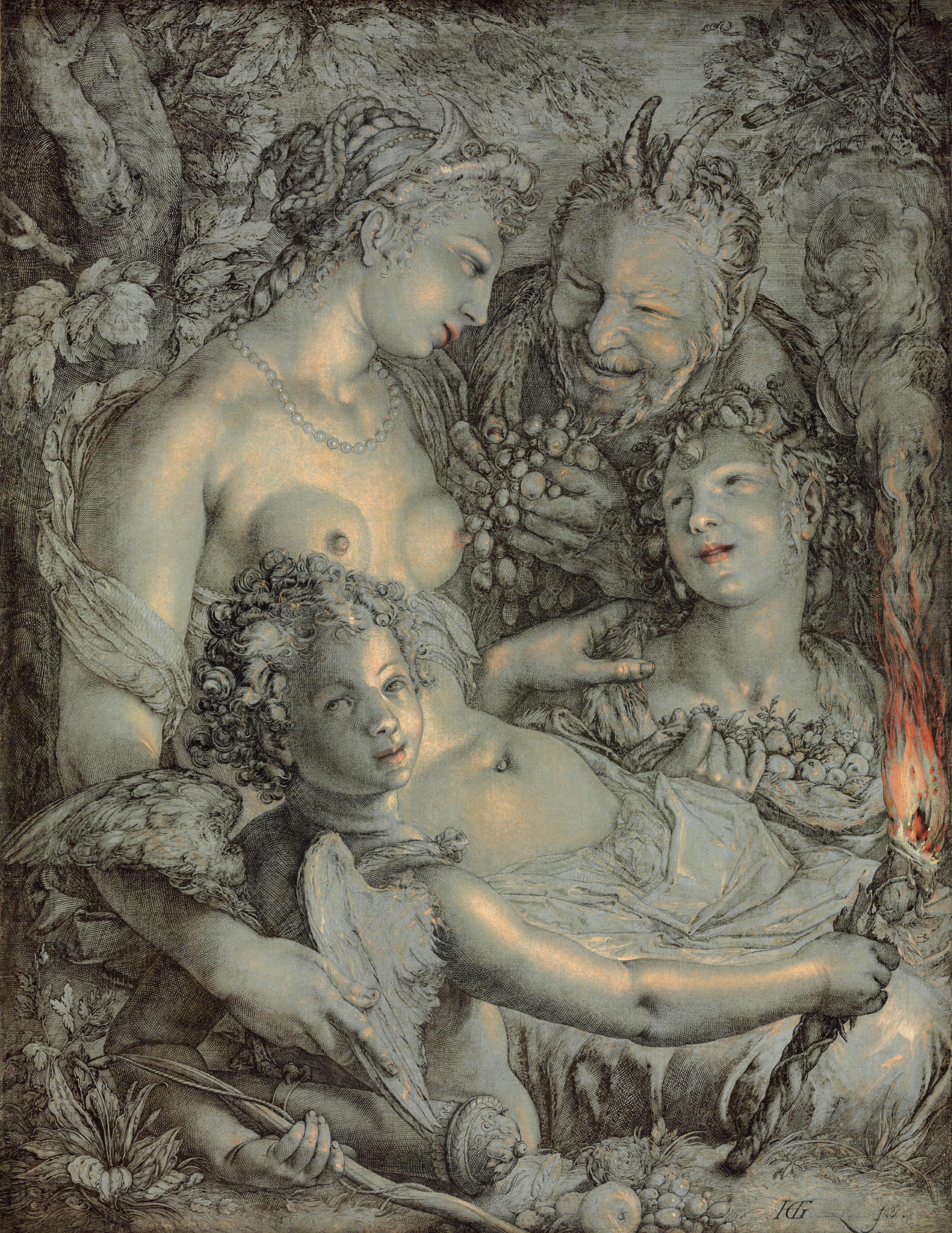
1599/1602, Hendrick Goltzius: Sine Cerere et Libero friget Venus, ca. 1600 bis 1603
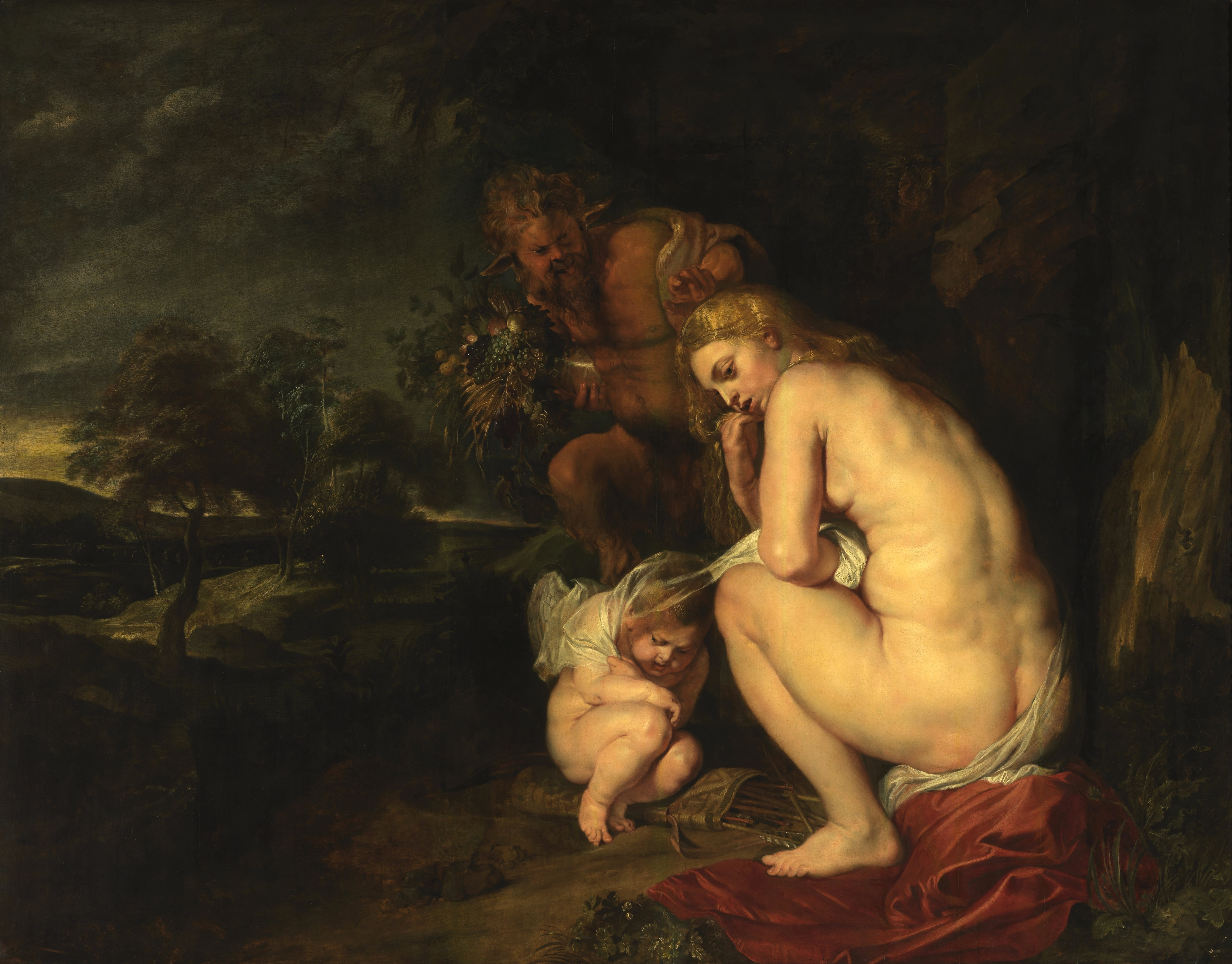
Peter Paul Rubens 1615, Koninklijk Museum voor Schone Kunsten, Antwerpen
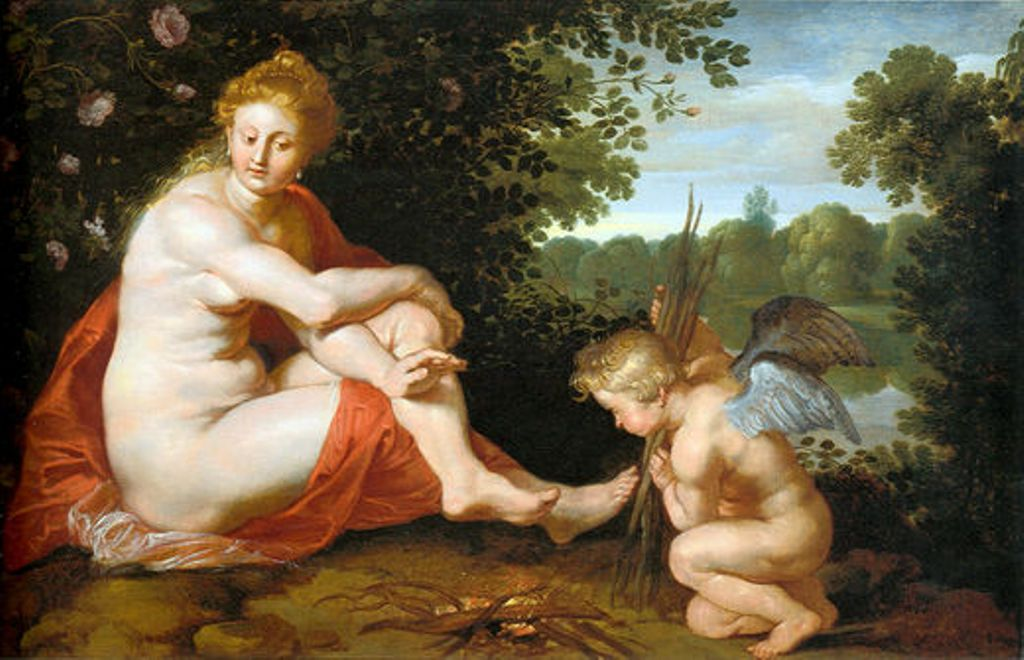
Peter Paul Rubens 1614, Gemäldegalerie der Akademie der Bildenden Künste, Wien
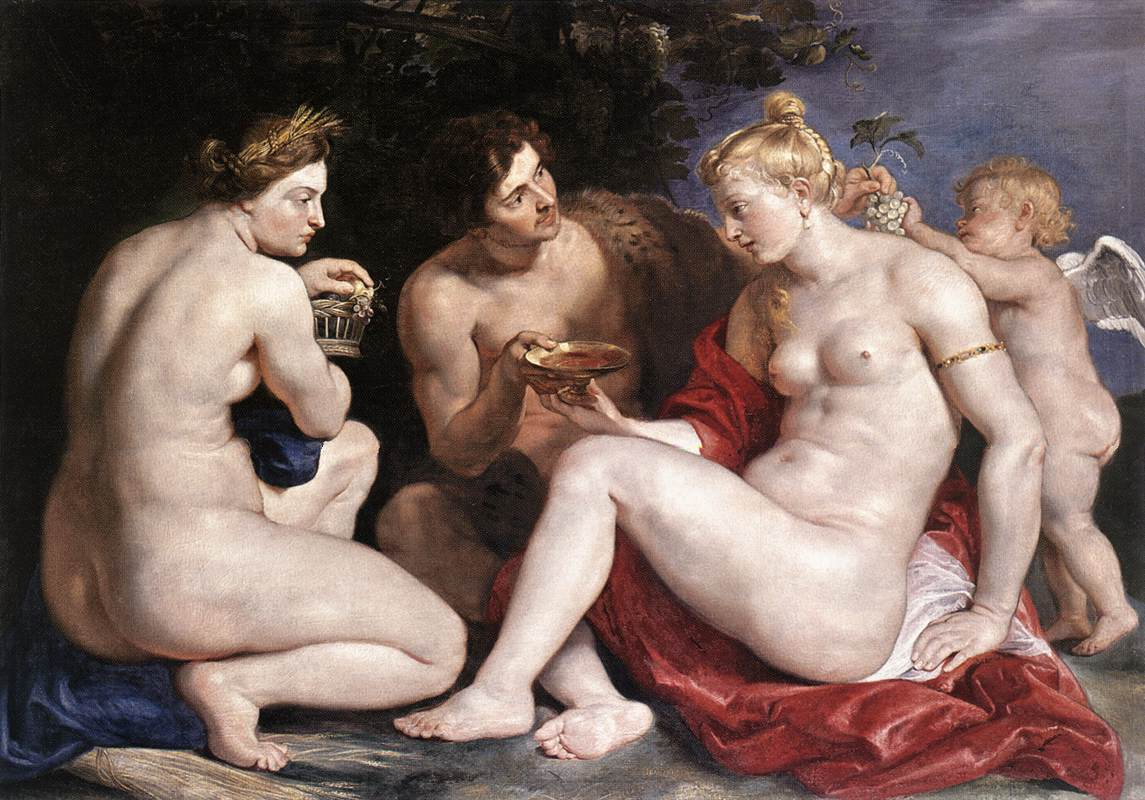
Peter Paul Rubens 1612/13, Staatliche Museen, Kassel

Den Höhepunkt hatten Darstellungen des Motivs zum Ende des 17. Jahrhunderts, wobei sich auch mehrere Abwandlungen mit Darstellungen der Venus und Bacchus oder von Bacchus und den drei Grazien entwickelten, darunter etwa das Gemälde Venus und Bacchus von Bartholomäus Spranger von 1597, heute im Niedersächsischen Landesmuseum in Hannover. Nach dieser Lesart galt allein der Wein, symbolisiert durch Bacchus, als Förderer der Liebe. In vielen Darstellungen gesellt sich auch Amor, der Sohn der Venus, hinzu. Zudem gibt es Interpretation, in den die Venus (Venus Frigida) von ihren Begleitern zurückgelassen wird und frierend (Venus Frigida) dargestellt wird. In nach-barocker Zeit spielte das Thema offensichtlich keine Rolle mehr.